# Římskokatolická farnost Bruntál
Římskokatolická farnost Bruntál je územní společenství římských katolíků s farním kostelem Nanebevzetí Panny Marie v děkanátu Bruntál ostravsko-opavské diecéze.

## Území farnosti
Do farnosti náleží území těchto obcí:
- Bruntál
  - farní kostel Nanebevzetí Panny Marie
  - kostel Panny Marie Utěšitelky s bývalou kolejí piaristů
  - Barokní poutní kostel Panny Marie Pomocné na Uhlířském vrchu s Křížovou cestou
  - Hřbitovní kaple sv. Michala
- Staré Město
  - filiální kostel Neposkvrněného Početí P. Marie
- Oborná
  - filiální kostel Nejsvětější Trojice